# السهلة (طرويل)

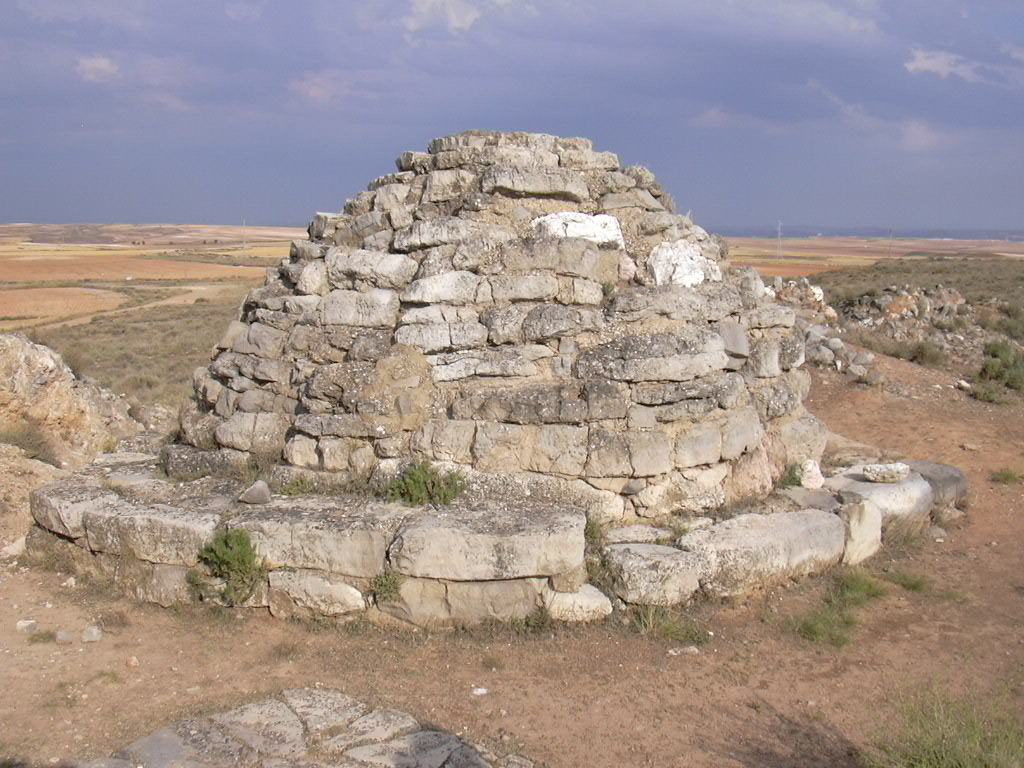
قبر أيبيري بالقرب من السهلة

السهلة أو (نقحرة: أزايلا) هي بلدية تابعة لمقاطعة طرويل في منطقة أرغون المتمتعة بالحكم الذاتي بإسبانيا. تبلغ مساحتها 81.44 كم² وفي عام 2015 كان عدد سكانها 116 نسمة ( INE ).